# 1704 Wachmann
1704 Wachmann eller A924 EE är en asteroid i huvudbältet, som upptäcktes 7 mars 1924 av den tyske astronomen Karl Wilhelm Reinmuth i Heidelberg. Den har fått sitt namn efter den tyske astronomen Arno Arthur Wachmann.
Asteroiden har en diameter på ungefär 6 kilometer.